# Rudka (Czechy)
Rudka – gmina w Czechach, w powiecie Brno, w kraju południowomorawskim.
1 stycznia 2017 gminę zamieszkiwało 381 osób, a ich średni wiek wynosił 41,4 roku.